# Platylomalus horni
Platylomalus horni är en skalbaggsart som först beskrevs av Cooman 1935.  Platylomalus horni ingår i släktet Platylomalus och familjen stumpbaggar. Inga underarter finns listade i Catalogue of Life.